# We Don't Need Another Hero (Thunderdome)
"We Don't Need Another Hero (Thunderdome)" é a canção principal de Mad Max - Além da Cúpula do Trovão, de 1985, estrelado por Mel Gibson e Tina Turner. "We Don't Need Another Hero" foi lançada no álbum Private Dancer (1984), de Turner. Escrita por Terry Britten e Graham Lyle, foi indicada ao Golden Globe de Melhor Canção Original e ao Grammy de Melhor Performance Vocal Pop Feminina em 1986. No mesmo ano, "We Don't Need Another Hero" recebeu os Ivor Novello Awards de Melhor Canção Contemporânea (Best Contemporary Song) e Melhor Canção ou Tema de Um Filme (Best Film Theme or Song).

## Lista de faixas
LP de 7 polegadas
1. "We Don't Need Another Hero (Thunderdome)" – 4:15
2. "We Don't Need Another Hero (Thunderdome)" (Instrumental) – 4:41

LP de 12 polegadas
1. "We Don't Need Another Hero (Thunderdome)" (Extended) – 6:07
2. "We Don't Need Another Hero (Thunderdome)" (Instrumental) – 6:30
3. "We Don't Need Another Hero (Thunderdome)" – 4:15

## Paradas musicais
| País/Parada (1985–86)                         | Melhor posição |
| --------------------------------------------- | -------------- |
| Austrália (Kent Music Report)                 | 1              |
| Áustria (Ö3 Austria Top 75)                   | 2              |
| Bélgica (Ultratop 50 de Flandres)             | 3              |
| Canadá (RPM Top Singles)                      | 1              |
| Canadá (RPM Adult Contemporary)               | 1              |
| Dinamarca (Hitlisten)                         | 2              |
| Finlândia (Suomen virallinen lista)           | 2              |
| França (SNEP)                                 | 3              |
| Alemanha (Offizielle Deutsche Charts)         | 1              |
| Irlanda (IRMA)                                | 2              |
| Países Baixos (Dutch Top 40)                  | 7              |
| Nova Zelândia (Recorded Music NZ)             | 2              |
| Noruega (VG-lista)                            | 2              |
| Espanha (PROMUSICAE)                          | 1              |
| Suécia (Sverigetopplistan)                    | 4              |
| Suíça (Schweizer Hitparade)                   | 1              |
| Reino Unido (UK Singles Chart)                | 3              |
| Estados Unidos (Billboard Hot 100)            | 2              |
| Estados Unidos (Billboard Adult Contemporary) | 3              |
| Estados Unidos (Billboard Dance Club Songs)   | 23             |
| Estados Unidos (Billboard R&B/Hip-Hop Songs)  | 3              |
| Estados Unidos (Billboard Mainstream Rock)    | 29             |
| País/Parada (2022)                            | Melhor posição |
| Polónia (Polish Airplay Top 100)              | 90             |

| País/Parada (1985)                     | Melhor posição |
| -------------------------------------- | -------------- |
| Austrália (Kent Music Report)          | 20             |
| Áustria (Ö3 Austria Top 40)            | 11             |
| Bélgica (Ultratop 50 Flandres)         | 10             |
| Canadá (RPM)                           | 12             |
| Alemanha (Official German Charts)      | 6              |
| Países Baixos (Dutch Top 40)           | 31             |
| Nova Zelândia (Recorded Music NZ)      | 24             |
| Noruega (VG-lista)                     | 2              |
| Espanha (PROMUSICAE)                   | 14             |
| Suíça (Schweizer Hitparade)            | 6              |
| Reino Unido (UK Singles Chart)         | 43             |
| Estados Unidos (Billboard Hot 100)     | 57             |
| Estados Undios (Adult Contemporary)    | 26             |
| Estados Unidos (Hot R&B/Hip-Hop Songs) | 49             |